# Mojahedin del Popolo Iraniano
Mojahedin del Popolo Iraniano o Esercito di Liberazione Nazionale dell'Iran (spesso indicati con le sigle PMOI, MEK o MKO) o Mojahedin-e Khalq (persiano: سازمان مجاهدين خلق ايران, sāzmān-e mojāhedin-e khalq-e Irān) è la denominazione di un partito politico iraniano, tra i più attivi nell'opposizione al regime teocratico che ha preso il potere in Iran successivamente alla Rivoluzione del 1979. Il suo obiettivo è rovesciare la Repubblica Islamica dell'Iran e governare. La sua base è situata in Albania. I leader sono Massoud Rajavi e sua moglie Maryam Rajavi. La sua interpretazione rivoluzionaria dell'Islam contrasta con l'Islam conservatore del clero tradizionale e con la versione populista sviluppata dall'Ayatollah Khomeini negli anni '70. Attualmente propone una piattaforma programmatica di intonazione socialdemocratica e laica. È anche il gruppo di opposizione politica più grande e attivo dell'Iran.
Il MEK è stato fondato il 5 settembre 1965 da studenti iraniani affiliati al Movimento per la Libertà dell'Iran per opporsi allo Scià Mohammad Reza Pahlavi. L'organizzazione combatté contro la dinastia Pahlavi negli anni '70 e contribuì al rovesciamento dello Scià durante la rivoluzione iraniana del 1979. Successivamente mirava a stabilire la democrazia in Iran, ottenendo in particolare il sostegno della classe media iraniana. Il MEK ha compiuto numerosi attentati terroristici in Iran ai danni del governo degli ayatollah e si era inoltre alleato al dittatore iracheno Saddam Hussein durante la guerra tra Iran e Iraq.
Molti politici statunitensi di entrambi i partiti maggioritari, tra cui il presidente Barack Obama, si sono espressi a favore della cancellazione dei Mujaheddin dalla lista delle organizzazioni terroristiche, parlando favorevolmente del partito. Nel 2002, il MEK è stato un'importante fonte di informazioni sul programma nucleare iraniano. Nel giugno del 2004, gli Stati Uniti hanno designato i membri del MEK nel Campo Ashraf come “persone protette” in virtù della Convenzione di Ginevra relativa alla protezione delle persone civili in tempo di guerra. Alcune fonti li considera legittimi resistenti, attivisti e partigiani in lotta, paragonando anche la sig.ra Rajavi ai grandi leader come Gandhi e Nelson Mandela.
Il MEK è la principale componente del Consiglio Nazionale della Resistenza Iraniana (NCRI), che ne rappresenta oggi il braccio politico pacifico, dopo l'abbandono della lotta armata.

## Storia
Il MEK venne fondato nel 1965 da Mohammad Hanifnejad, Saied Mohsen e Ali-Asghar Badizadegan, studenti dell'Università di Teheran. Un'operazione della SAVAK, la polizia segreta dello Shah, trasse in arresto nel 1971 tutti i leader ed il 90% dei quadri dirigenti dell'organizzazione. La maggior parte dei capi fu fucilata, mentre gli altri affiliati rimasero in carcere per anni venendo sottoposti alle più atroci torture per la loro attività di opposizione al regime di Mohammad Reza Pahlavi. Coloro che riuscirono a sopravvivere a queste persecuzioni trovarono rifugio in altre nazioni per lo più usufruendo dello status di rifugiati politici o continuarono a vivere in Iran in completa clandestinità per il pericolo di persecuzioni da parte della spietata polizia militare di Teheran. A causa della disgregazione creata dagli arresti e da conflitti interni, il MEK fu fortemente indebolito. Nonostante il suo coinvolgimento in alcuni attacchi contro obiettivi iraniani ed occidentali nella prima metà degli anni Settanta, il MEK svolse gran parte della sua attività durante e successivamente alla Rivoluzione iraniana. Massoud Rajavi, dopo aver trascorso il periodo tra il 1973 ed il 1979 in carcere, in seguito al suo rilascio contribuì alla riorganizzazione del MEK.
Il leader Rajavi ha lasciato gli incarichi ufficiali a sua moglie e ai suoi collaboratori e non si mostra più in pubblico né in filmati dal 2003; vive in una località segreta per timore di attentati di agenti del regime, dopo che è venuta meno la protezione personale che Saddam gli aveva accordato, a partire dalla guerra Iran-Iraq. Da allora ha inviato solo dei messaggi registrati.
Sebbene il gruppo abbia inizialmente realizzato un'opposizione oltre che politica anche militare contro il governo iraniano, attualmente ha cessato ogni attività militare perseguendo una più civile quanto proficua opposizione politica. Prova è il fatto che la Corte Europea prima, e successivamente la Commissione europea, hanno ritenuto non più giustificabile la loro permanenza fra le organizzazioni terroristiche. Un'importante base operativa dell'organizzazione è il campo di Ashraf in Iraq. Questo campo, concesso in virtù di un accordo con Saddam Hussein fatto ai tempi della guerra Iraq-Iran, costituisce un "presidio dei rifugiati iraniani", che ha contribuito ad urbanizzare la zona e a dotarla di servizi prima inesistenti. Ashraf è stato comunque sede anche di un campo di addestramento dell'opposizione iraniana, ma dopo l'arrivo degli statunitensi in Iraq tutte le armi sono state requisite e con esse ogni operazione di matrice militare è stata abbandonata. Il campo attualmente è un villaggio abitato da circa 3.500 attivisti che portano avanti una intensa attività politica e diplomatica di opposizione al governo di Teheran. Negli ultimi anni è stato visitato da esponenti politici di molte nazioni tra le quali anche l'Italia.
Numerosi partiti politici europei e anche italiani hanno sostenuto e sostengono l'eliminazione dalle liste di organizzazioni terroristiche del NCRI e dei Mujaheddin del popolo. A favore dell'azione del movimento e del Consiglio si sono pronunciati Rudy Giuliani, Emma Bonino, Íngrid Betancourt. L'amministrazione Clinton ha informato il Los Angeles Times che l'inclusione dei mujaheddin nel 1997 "era intesa come un gesto di buona volontà nei confronti di Teheran e del suo neoeletto presidente, Mohammad Khatami". Nel 2004, gli Stati Uniti consideravano il gruppo “non combattenti” e “persone protette” ai sensi delle Convenzioni di Ginevra. Il Regno Unito ha eliminato la designazione del MEK come gruppo terroristico nel giugno 2008, in seguito al Consiglio dell'Unione Europea il 26 gennaio 2009. Lo stesso evento è avvenuto negli Stati Uniti con una decisione della Segreteria di Stato Hillary Clinton il 21 di settembre 2012 e l'ultimo in Canada il 20 dicembre 2012. I tribunali dell'UE hanno dichiarato che l'inclusione nell'elenco era illegale a causa di "graves fallas procesales" e mancate prove che collegassero il MEK ad attività terroristiche. Nel 2008, il Tribunale Europeo del Lussemburgo ha confermato che non c'era alcuna giustificazione per includere il MEK nella lista dei terroristi dell'UE.

### Rilocazione in Albania (2016-presente)
Nel 2013, gli Stati Uniti d'America richiesero che i Mojahedin si ricollocassero in Albania, ma l'organizzazione inizialmente rifiutò l'offerta. Infine venne accettato di spostare circa 3000 membri in Albania, e gli Stati Uniti d'America donarono $20 milioni all'UNHCR  per finanziare questo spostamento. Il 9 settembre 2016, oltre 280 membri rimanenti vennero rilocati in Albania.
Nel maggio 2018, la rete MSNBC diffuse un video inedito della base segreta del gruppo in Albania, descritto come "un massiccio complesso in stile militare". La sede del complesso è Manëz, nella provincia di Durazzo, dove non sono stati ben accolti dai cittadini locali.
Nel 2017, l'anno prima che John Bolton diventasse il Consigliere per la sicurezza nazionale del presidente Donald Trump, questo si rivolse ai membri del gruppo dicendo che avrebbero celebrato l'ingresso a Teheran nel 2019. A tutto il 2018, oltre 4.000 membri del movimento sono entrati in Albania, secondo i dati INSTAT (il locale Instituti i Statistikës albanese). Secondo l'articolo dell'INSTAT a riprova di questo, a fronte dei 3000 concordati tra Albania e USA ci sarebbe una richiesta di permessi di soggiorno dall'Iran pari a 4158 tra il 2018 e il 2019. Le istituzioni albanesi nel 2020 hanno sostenuto che "i nemici del governo iraniano sono un potenziale fattore che non coinvolge l'Albania direttamente in questo conflitto", viste anche le dichiarazioni rassicuranti del governo iraniano.

## Campagna di intelligence e disinformazione contro il MEK
Il regime dello Scià e in seguito quello khomeinista hanno condotto una campagna di propaganda contro il MEK, accusandolo di "compiere atti sovversivi per volontà dei suoi patroni stranieri" e sostenendo che "le sparatorie e i bombardamenti hanno causato pesanti perdite tra gli astanti e i civili innocenti, soprattutto donne e bambini". Il governo monarchico ha anche ottenuto "confessioni pubbliche" che accusavano gli ex colleghi di crimini, tra cui la promiscuità sessuale. Il regime ha affermato che il MEK era "miscredente mascherato da musulmano" e ha usato il termine coranico "monafeqin" (ipocriti) per descriverli. Questa etichetta è stata utilizzata in seguito anche dalla Repubblica islamica per screditare il MEK. Secondo Ervand Abrahamian, il regime iraniano attuale "ha fatto tutto il possibile" per infangare il MEK "attraverso una campagna implacabile, etichettandoli come ipocriti marxisti e "elettori" contaminati dall'Occidente, e come "terroristi controrivoluzionari" che collaborano con i baathisti iracheni e gli imperialisti".
Dopo l'attentato al santuario Imam Reza di Mashhad, che ha provocato 25 morti e almeno 70 feriti, il regime iraniano ha immediatamente incolpato il MEK. Un mese dopo l'attentato, un gruppo sunnita che si fa chiamare "al-haraka al-islamiya al-iraniya" ha rivendicato la responsabilità dell'attacco (così come dell'attentato alla Moschea Makki di Zahedan nel 1994). Nonostante ciò, il governo iraniano ha continuato a ritenere il MEK responsabile di entrambi gli attacchi.
Secondo l'NCRI, in un processo tenutosi nel novembre 1999, il ministro degli Interni Abdullah Nouri ha ammesso che il regime iraniano aveva compiuto l'attacco per affrontare il MEK e infangarne l'immagine. Secondo un funzionario statunitense anonimo, Ramzi Yousef ha costruito la bomba e gli agenti del MEK l'hanno collocata nel santuario.
Yonah Alexander ha dichiarato che gli agenti del Ministero dell'Intelligence (MOIS) hanno condotto "operazioni di raccolta di informazioni, disinformazione e operazioni sovversive contro singoli oppositori del regime e governi di opposizione. [...]Secondo i servizi di intelligence e di sicurezza europei, gli attuali e gli ex membri del MEK e altri dissidenti, queste reti di intelligence fanno ombra, molestano, minacciano e, in ultima analisi, tentano di attirare le figure dell'opposizione e le loro famiglie in Iran per essere condannate". Secondo Alezander, Human Rights Watch è stata fuorviata e raggirata nel produrre il rapporto del 2005, che accusava il MEK di violazioni dei diritti umani, perché si basava su testimonianze di ex membri del MEK che lavoravano per il Ministero dell'Intelligence del regime iraniano. È stato anche riferito che la Repubblica islamica ha manipolato i media occidentali per generare false accuse contro il MEK.
Nel gennaio 2020 l'iraniano-americano Ahmadreza Mohammadi-Doostdar è stato condannato da un tribunale statunitense a 38 mesi di carcere per aver condotto una attività di sorveglianza sui membri americani del MEK. Nel settembre 2020 il New York Times ha pubblicato un rapporto in cui i ricercatori sostenevano che gli oppositori del regime iraniano erano stati bersaglio di un attacco informatico da parte di hacker iraniani attraverso una serie di tecniche di infiltrazione. Il MEK sarebbe stato tra gli obiettivi più importanti degli attacchi.

## Persecuzione dei membri del MEK al di fuori dell'Iran
Dal 1989 al 1993, la Repubblica islamica dell'Iran ha compiuto numerosi omicidi di membri del MEK. Tra marzo e giugno 1990, tre membri del MEK sono stati assassinati in Turchia. Il 24 febbraio 1990, il dottor Kazem Rajavi (membro del Consiglio nazionale) è stato assassinato a Ginevra. Nel gennaio 1993, un membro del MEK fu assassinato a Baghdad.
Nel marzo 1993, il portavoce dell'NCRI fu assassinato in Italia. Nel maggio 1990, un membro del MEK fu assassinato a Colonia. Nel febbraio 1993, un membro del MEK fu assassinato a Manila. Nell'aprile 1992, un membro del MEK è stato assassinato nei Paesi Bassi. Nell'agosto 1992, un membro del MEK è stato assassinato a Karachi. Nel marzo 1993, due assassini in motocicletta uccisero il rappresentante dell'NCRI Mohammad Hossein Naqdi in Italia. Ciò portò il Parlamento europeo a condannare la Repubblica Islamica dell'Iran per omicidio politico.
Nel maggio 1994, agenti della Repubblica Islamica assassinarono due membri del MEK in Iraq. Nel maggio 1995, cinque membri del MEK furono assassinati in Iraq. Nel 1996, due membri del MEK furono assassinati in Turchia (tra cui il membro dell'NCRI Zahra Rajabi); nello stesso anno due membri del MEK furono uccisi in Pakistan e un altro in Iraq.
Il 23 settembre 1991 fu compiuto un tentativo di assassinare Massoud Rajavi a Baghdad. Nell'agosto 1992, un membro del MEK fu rapito e portato in Iran. Nel settembre 1992, gli uffici del MEK a Baghdad sono stati violati. Nel gennaio 1993, un autobus del MEK fu bombardato ma non ci fu nessuna vittima. Verso la fine del 1993, uomini armati anonimi attaccarono gli uffici di Air France e l'ambasciata francese in Iran dopo che la Francia aveva permesso a Maryam Rajavi e a 200 membri del MEK di entrare in Francia.

## Programma politico
I Mujaheddin del popolo, anche tramite l'azione nel NCRI, sostengono il seguente programma, che desiderano attuare sia prima che dopo l'auspicata liberazione dell'Iran:
- l'abolizione della repubblica islamica, sostituita con una repubblica democratica
- l'abolizione della religione di Stato e la libertà di culto
- la fine della legge islamica (abrogazione delle pene coraniche e legalizzazione delle bevande alcoliche[55])
- la parità dei sessi in ogni ambito della società
- abolizione della poligamia (da intendersi come poliginia, l'unione di un maschio con due o più femmine) e dello sfruttamento sessuale delle donne
- libertà di parola, associazione, espressione
- libertà sessuale per uomini e donne
- la laicità dello stato e l'esclusione del clero sciita da ogni carica politica
- il diritto di scegliere il proprio abbigliamento, in particolare se indossare o non usare il velo islamico
- un sistema avanzato di solidarietà sociale, soprattutto nei confronti delle vedove e degli orfani
- i diritti umani, con l'abolizione della tortura e della pena di morte[56]
- promozione di un Islam moderato, democratico, moderno e anti-fondamentalista
- l'alleanza con i paesi occidentali e il riconoscimento dello stato di Israele, accanto al sostegno dello Stato di Palestina[57]

## Altri nomi
L'Organizzazione dei Mojahedin del Popolo Iraniano è noto con diversi nomi, tra i quali:
- Mojahedin-e Khalq (MEK)
- Monafiqin-e Khalq (MEK) - utilizzato sistematicamente dal governo iraniano con il significato di "traditori[58] del popolo", onde screditare l'acronimo "MEK".
- Mojahedin-e Khalq Organization (MKO)
- L'Esercito di Liberazione Nazionale dell'Iran
- Consiglio Nazionale della Resistenza Iraniana/National Council of Resistance of Iran (NCRI) - in realtà è il PMOI il membro fondatore della vasta coalizione detta NCRI